# سيمون كزيومير
سيمون كزيومير (بالألمانية: Simon Cziommer) مواليد 6 نوفمبر 1980 في نوردهورن، ألمانيا الغربية، هو لاعب كرة قدم ألماني. يلعب كلاعب وسط. مثّل منتخب ألمانيا لكرة القدم.

## المسيرة الاحترافية

### أندية لعب لها
- تفينتي أنشخيدة
- شالكه 04
- إي زد ألكمار
- نادي رد بول زالتسبورغ
- نادي فيتيس أرنيهم
- نادي هيراكليز ألميلو

## روابط خارجية
- سيمون كزيومير على موقع قاعدة بيانات كرة القدم.إي يو (الإنجليزية)
- سيمون كزيومير على موقع بيانات كرة القدم. دي إي (الألمانية)
- سيمون كزيومير على موقع عالم كرة القدم.نت (الإنجليزية)